# Christoval
Christoval – jednostka osadnicza w Stanach Zjednoczonych, w stanie Teksas, w hrabstwie Tom Green.